# Martin Behaim
Martin Behaim, även Martin Bohemus, född 6 oktober 1459 i Nürnberg, död 29 juli 1507 i Lissabon, var en astronom och kartograf. 
Behaim fick förmodligen sin matematiska och kosmografiska skolning av Regiomontanus. Från 1481 var han bosatt i Lissabon. Han införde flera nya astronomiska instrument till Portugal och utövade ett betydande inflytande på nautikens utveckling. På grund av sina förtjänster blev han medlem av Junta dos mathematicus, och fick därigenom tillgång till Paolo dal Pozzo Toscanellis kartografiska arbeten. Behaim deltog i Diogo Cãos expedition längs Afrikas västra kust 1484. Då han 1491 besökte sin fädernesstad Nürnberg, uppdrog stadens råd åt honom att tillverka en jordglob. Jordgloben, som färdigställdes 1493 eller 1494 finns ännu kvar och är världens äldsta bevarade, och ger en god uppfattning om samtidens geografiska uppfattning.

## Eftermäle
Asteroiden 12145 Behaim och nedslagskratern Behaim på månen är båda uppkallade efter honom.